# Rikard Bergh
Rikard Bergh (ur. 14 czerwca 1966 w Örebro) – szwedzki tenisista.

## Kariera tenisowa
Karierę zawodową Bergh rozpoczął w 1987 roku, a zakończył w 1998 roku.
Swoje umiejętności skupił głównie na grze podwójnej, w której wygrał sześć turniejów kategorii ATP World Tour oraz osiągnął pięć finałów. W zawodach wielkoszlemowych jego najlepszym wynikiem jest awans do półfinału Wimbledonu z 1993 roku, grając w parze z Byronem Talbotem.
W rankingu gry pojedynczej Bergh najwyżej był na 158. miejscu (10 lipca 1989), a w klasyfikacji gry podwójnej na 37. pozycji (2 marca 1992).

### Finały w turniejach ATP World Tour

#### Gra podwójna (6–5)
| Nazwa                        |
| ---------------------------- |
| Wielki Szlem                 |
| Igrzyska olimpijskie         |
| ATP Tour World Championships |
| ATP Masters Series           |
| ATP Championship Series      |
| ATP World Series             |

| Końcowy wynik | Nr | Data                 | Turniej       | Nawierzchnia    | Partner          | Przeciwnicy                         | Wynik finału  |
| ------------- | -- | -------------------- | ------------- | --------------- | ---------------- | ----------------------------------- | ------------- |
| Zwycięzca     | 1. | 19 czerwca 1988      | Ateny         | Ceglana         | Per Henricsson   | Pablo Arraya Karel Nováček          | 6:4, 7:5      |
| Finalista     | 1. | 22 października 1989 | Tel Awiw-Jafa | Twarda          | Per Henricsson   | Jeremy Bates Patrick Baur           | 1:6, 6:4, 1:6 |
| Zwycięzca     | 2. | 15 lipca 1990        | Båstad        | Ceglana         | Ronnie Båthman   | Jan Gunnarsson Udo Riglewski        | 6:1, 6:4      |
| Finalista     | 2. | 13 października 1990 | Tel Awiw-Jafa | Twarda          | Ronnie Båthman   | Nduka Odizor Christo Van Rensburg   | 3:6, 4:6      |
| Finalista     | 3. | 10 lutego 1991       | San Francisco | Dywanowa (hala) | Ronnie Båthman   | Wally Masur Jason Stoltenberg       | 6:4, 6:7, 4:6 |
| Zwycięzca     | 3. | 21 kwietnia 1991     | Nicea         | Ceglana         | Jan Gunnarsson   | Vojtěch Flégl Nicklas Utgren        | 6:4, 4:6, 6:3 |
| Zwycięzca     | 4. | 14 lipca 1991        | Båstad        | Ceglana         | Ronnie Båthman   | Magnus Gustafsson Anders Järryd     | 6:4, 6:4      |
| Finalista     | 4. | 10 listopada 1991    | Birmingham    | Dywanowa (hala) | Ronnie Båthman   | Jacco Eltingh Paul Wekesa           | 5:7, 5:7      |
| Zwycięzca     | 5. | 18 kwietnia 1993     | Charlotte     | Ceglana         | Trevor Kronemann | Javier Frana Leonardo Lavalle       | 6:1, 6:2      |
| Zwycięzca     | 6. | 1 maja 1994          | Madryt        | Ceglana         | Menno Oosting    | Jean-Philippe Fleurian Jakob Hlasek | 6:3, 6:4      |
| Finalista     | 5. | 4 sierpnia 1996      | Amsterdam     | Ceglana         | Jack Waite       | Donald Johnson Francisco Montana    | 4:6, 6:3, 2:6 |